# 高松村 (茨城県)
高松村（たかまつむら）は茨城県鹿島郡にかつて存在した村である。

## 地理
- 現在の鹿嶋市の南部に位置する。
- 村は太平洋に面している。

## 歴史

### 村域の変遷
- 1889年（明治22年）4月1日 - 町村制施行により、佐田村・下塙村・谷原村・長栖村・粟生村・木滝村・鉢形村・平井村・泉川村が合併し鹿島郡高松村が発足。
- 1954年（昭和29年）9月15日 - 高松村は鹿島町・豊郷村・豊津村・波野村とともに合併し鹿島町が発足。高松村は消滅。
- 1995年（平成7年）9月1日 - 鹿島町が大野村を編入。
  - 同日、改称・市制施行し、鹿嶋市となる。

変遷表
| 1868年 以前 | 1868年 以前 | 明治22年 4月1日 | 昭和29年 9月15日 | 平成7年 9月1日    | 現在   |
| ----------- | ----------- | --------------- | ---------------- | ----------------- | ------ |
|             | 佐田村      | 高松村          | 鹿島町           | 鹿嶋市に 市制改称 | 鹿嶋市 |
|             | 下塙村      | 高松村          | 鹿島町           | 鹿嶋市に 市制改称 | 鹿嶋市 |
|             | 谷原村      | 高松村          | 鹿島町           | 鹿嶋市に 市制改称 | 鹿嶋市 |
|             | 長栖村      | 高松村          | 鹿島町           | 鹿嶋市に 市制改称 | 鹿嶋市 |
|             | 国末村      | 高松村          | 鹿島町           | 鹿嶋市に 市制改称 | 鹿嶋市 |
|             | 粟生村      | 高松村          | 鹿島町           | 鹿嶋市に 市制改称 | 鹿嶋市 |
|             | 木滝村      | 高松村          | 鹿島町           | 鹿嶋市に 市制改称 | 鹿嶋市 |
|             | 鉢形村      | 高松村          | 鹿島町           | 鹿嶋市に 市制改称 | 鹿嶋市 |
|             | 平井村      | 高松村          | 鹿島町           | 鹿嶋市に 市制改称 | 鹿嶋市 |
|             | 泉川村      | 高松村          | 鹿島町           | 鹿嶋市に 市制改称 | 鹿嶋市 |

### 災害史
- 1935年（昭和10年）9月26日 - 群馬県内の集中豪雨の影響で利根川の水位が上昇。鰐川の干拓地の約30戸などが冠水[1]。

## 大字
- 佐田（さだ）
- 下塙（しもはなわ）
- 谷原（やわら）
- 長栖（ながす）
- 粟生（あおう）
- 木滝（きたき）
- 鉢形（はちがた）
- 平井（ひらい）
- 泉川（いずみがわ）

## 人口・世帯

### 人口
総数 [単位： 人]
| 1891年（明治24年） | 3,259 |
| 1920年（大正 9年） | 3,825 |
| 1935年（昭和10年） | 4,298 |
| 1950年（昭和25年） | 6,074 |

### 世帯
総数 [単位： 世帯]
| 1920年（大正 9年） | 771   |
| 1935年（昭和10年） | 794   |
| 1950年（昭和25年） | 1,012 |

## 交通

### 道路
- 二級国道
  - 国道124号